# Campo di ghiaccio Harding
Il campo di ghiaccio Harding (Harding Icefield in inglese) è un altopiano completamente ghiacciato situato nella catena montuosa di Kenai nella parte meridionale della penisola di Kenai. In parte si trova nel parco nazionale dei Fiordi di Kenai. Il nome è stato dato in onore del presidente degli Stati Uniti Warren Gamaliel Harding.

## Descrizione e dati fisici
La parte centrale del campo misura 780 km{\displaystyle ^{2}}. Comprendendo anche tutti i ghiacciai di uscita nelle varie direzioni si arriva a circa 2.800 km{\displaystyle ^{2}}. I principali ghiacciai sono: Tustumena, Exit, Aialik, ghiacciaio dell'Orso e McCarty. Il ghiacciaio Exit è quello più accessibile da Seward. Ad ogni inverno cade più di 1 metro di neve.
Il campo di ghiaccio Harding è una delle quattro grandi calotte ghiacciate degli Stati Uniti. È un residuo delle grandi masse di ghiaccio che hanno ricoperto l'Alaska nel Pleistocene. Il campo di ghiaccio alimenta oltre 35 ghiacciai.

## Storia
Più volte è stata tentata l'attraversata del ghiacciaio, ma solamente nella primavera del 1968, un gruppo di alpinisti è riuscito nell'intento. La partenza è stata a Homer il 17 aprile e dopo otto giorni sono usciti attraverso il ghiacciaio Exit (Seward). Durante l'attraversata hanno fatto anche una prima salita sul Truuli Peak (2015 metri di altezza).

## Alcune immagini del campo di ghiaccio

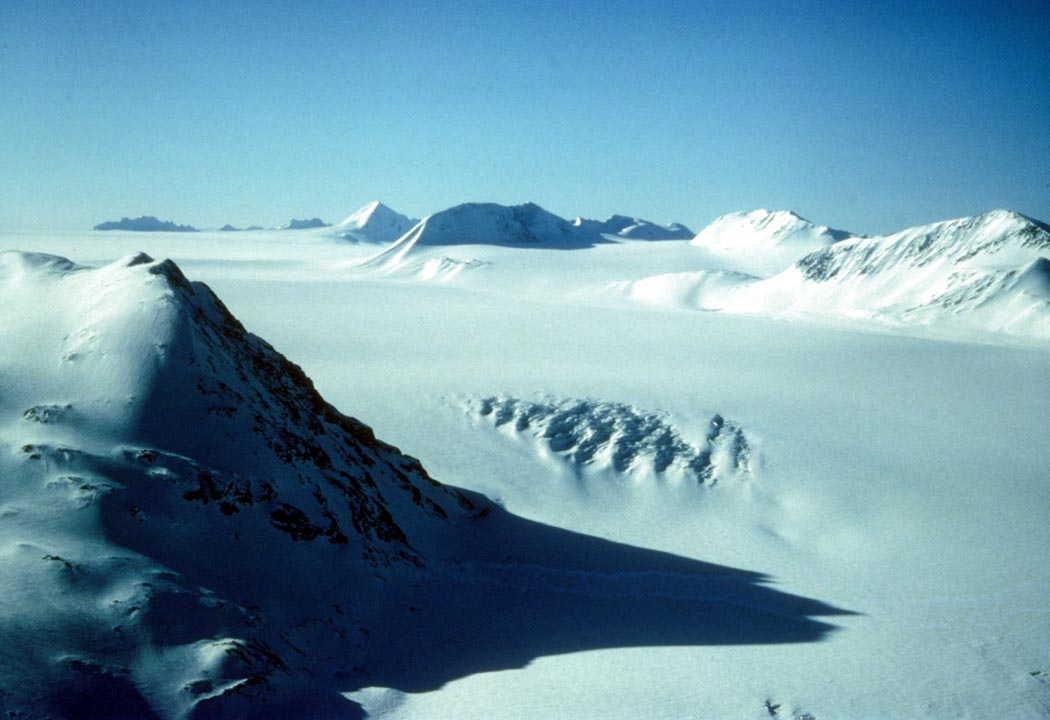
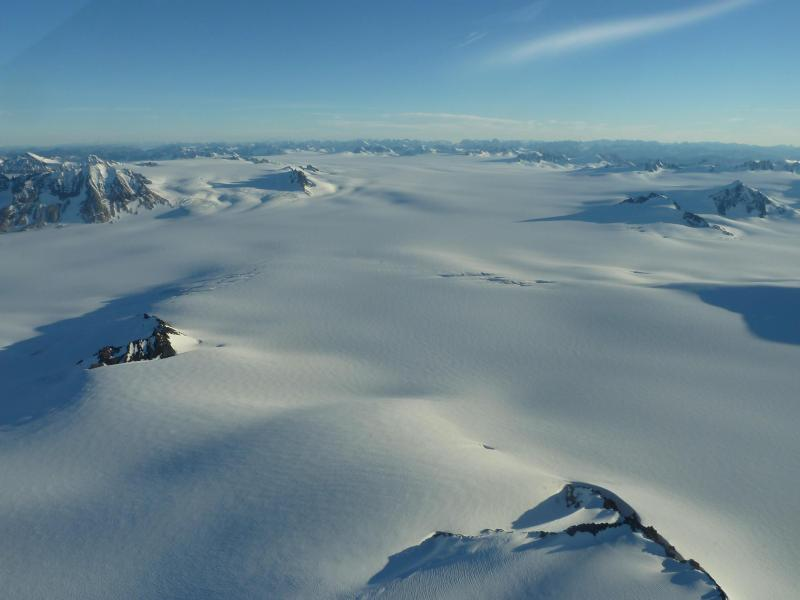
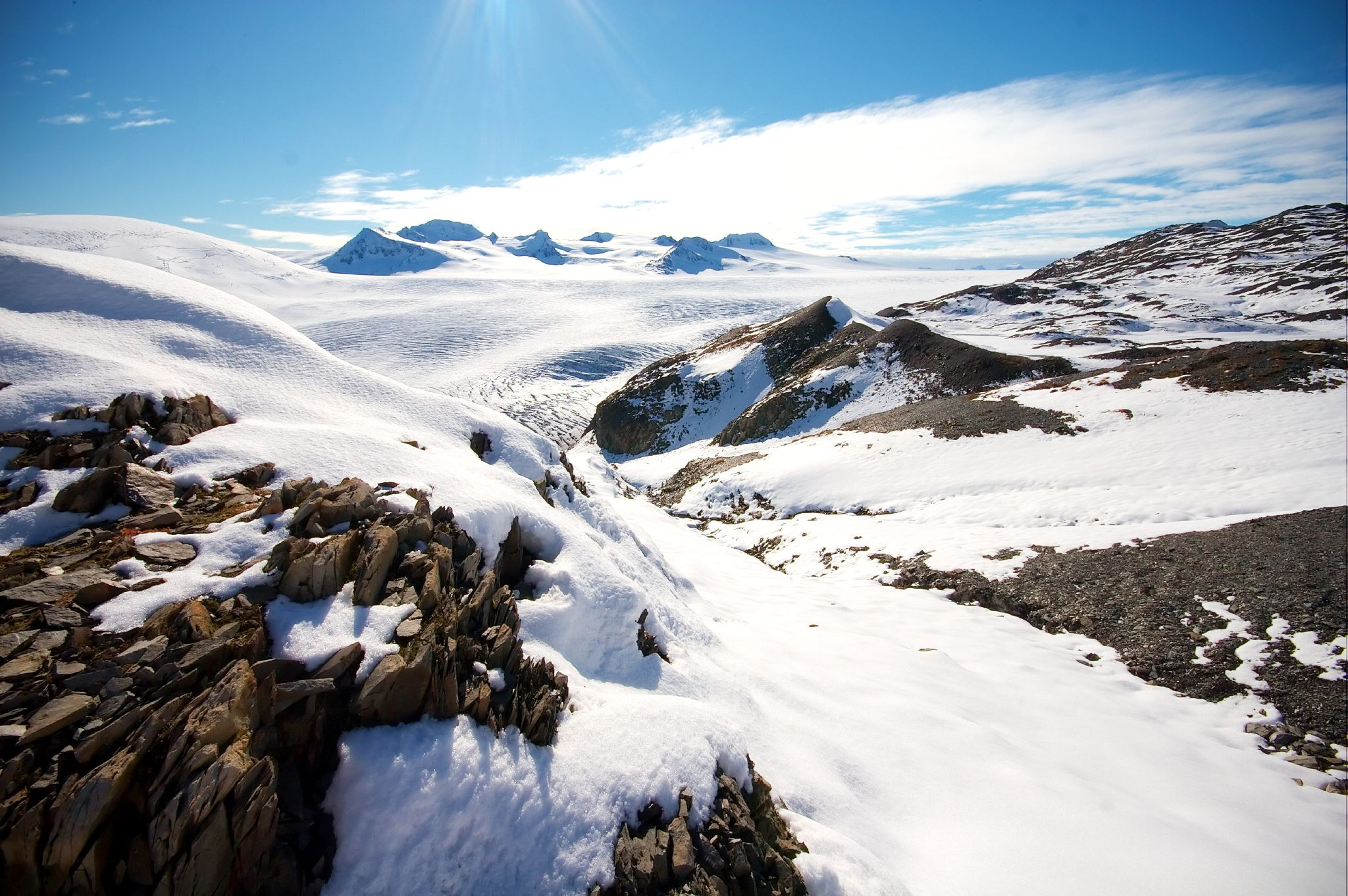
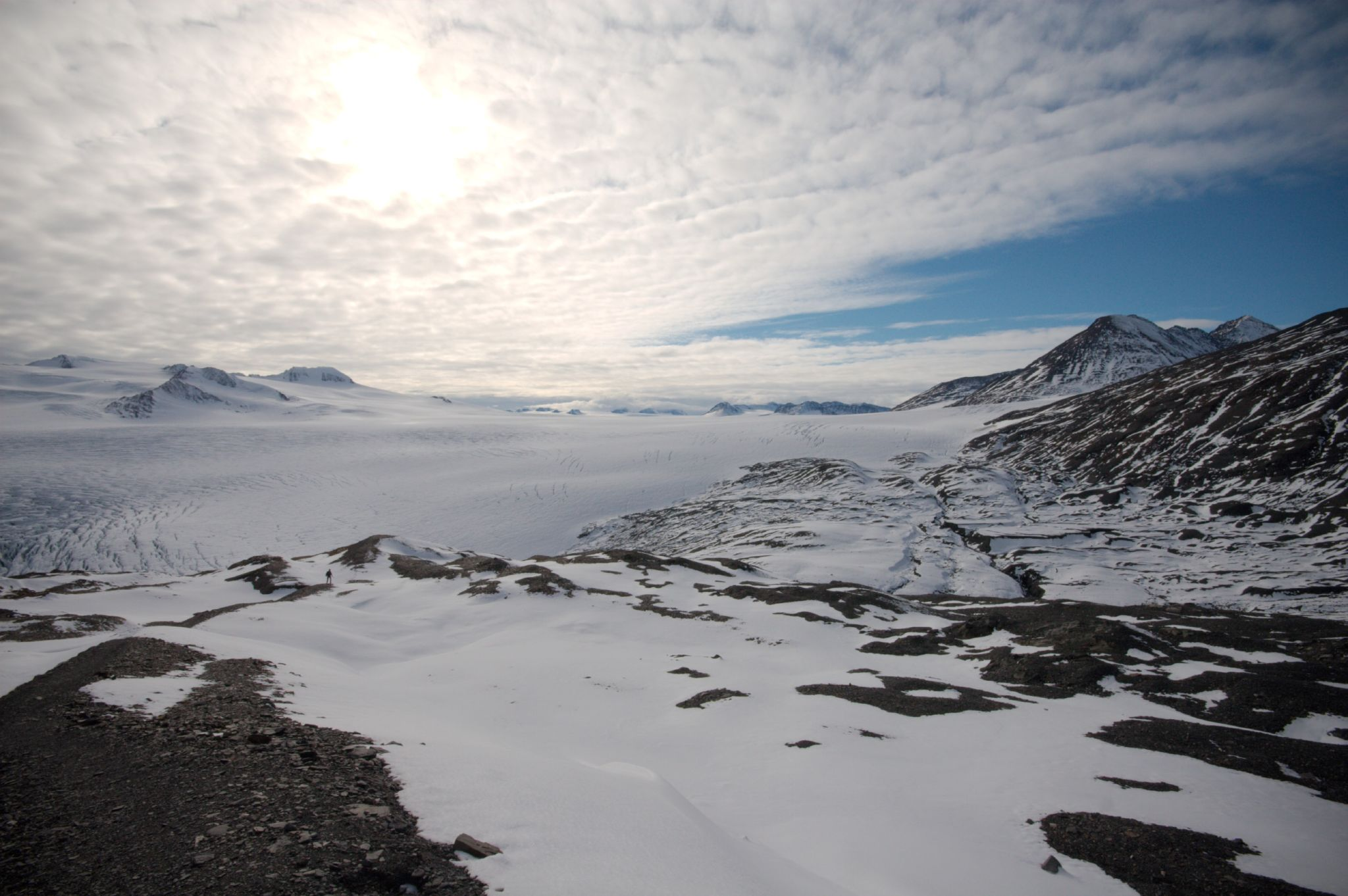
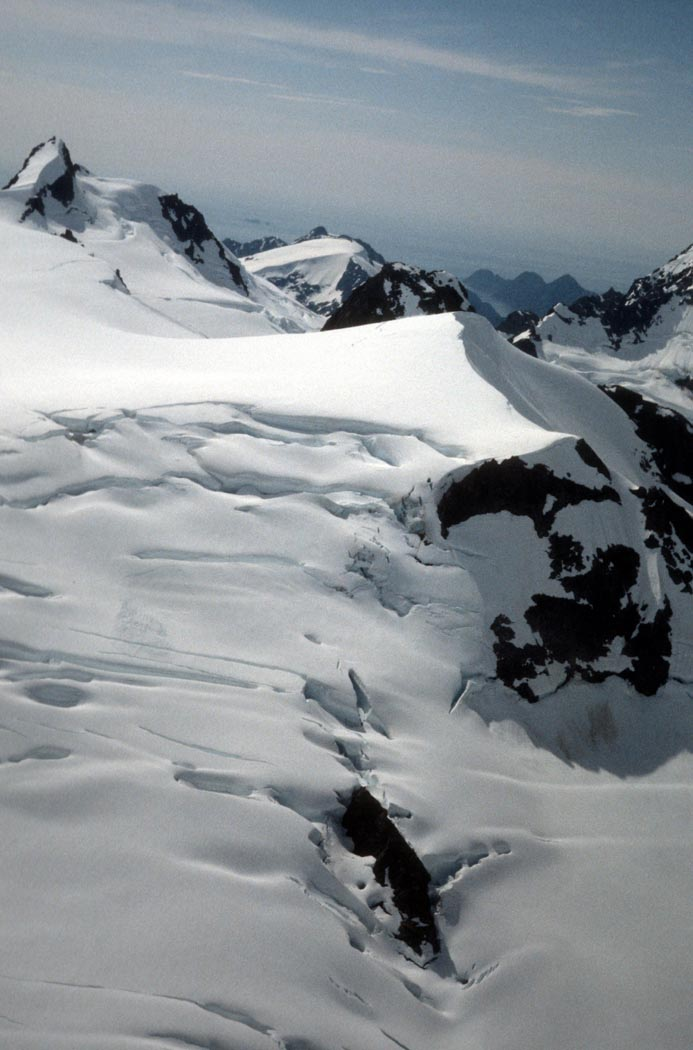

### I ghiacciai del campo

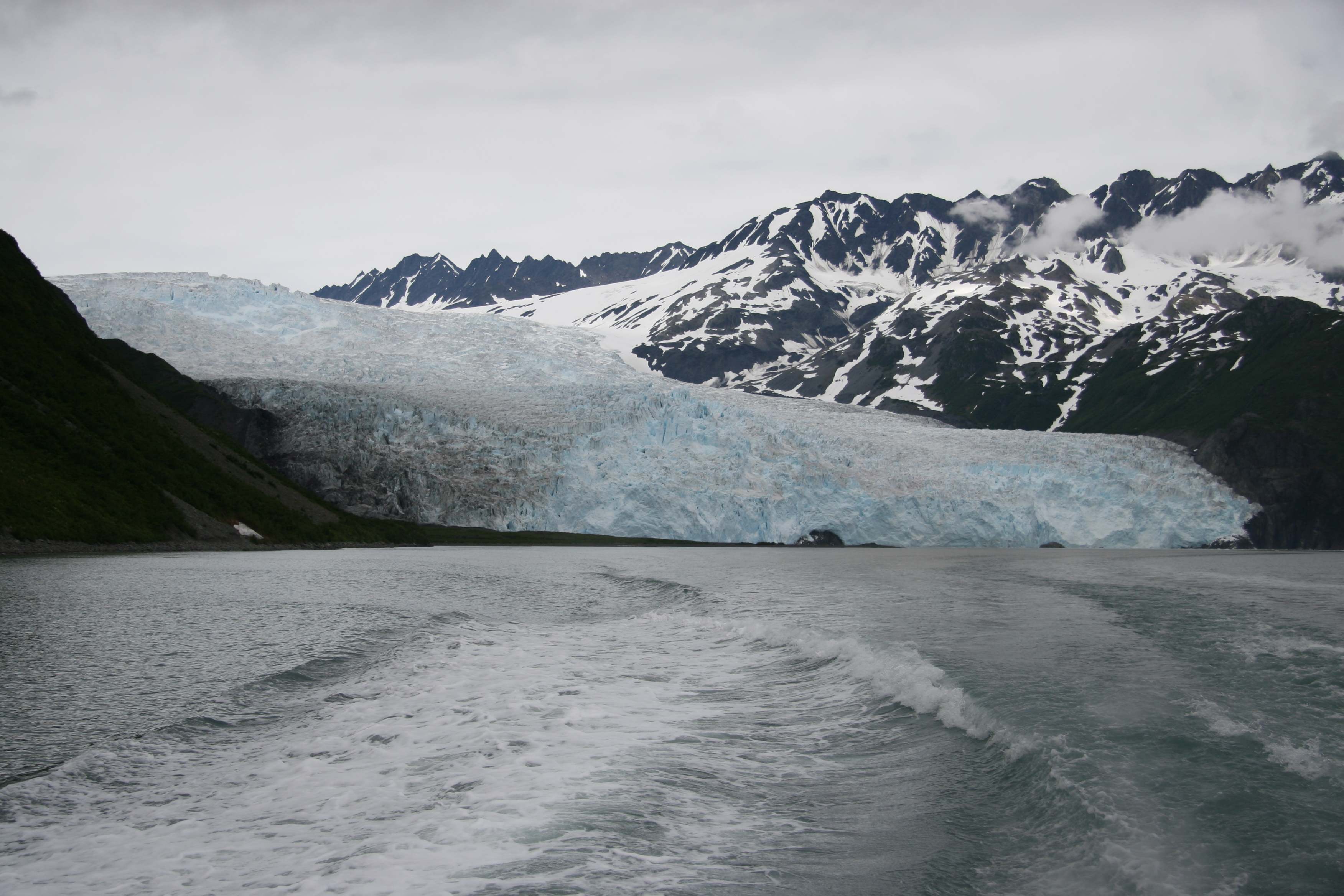
Aialik Glacier
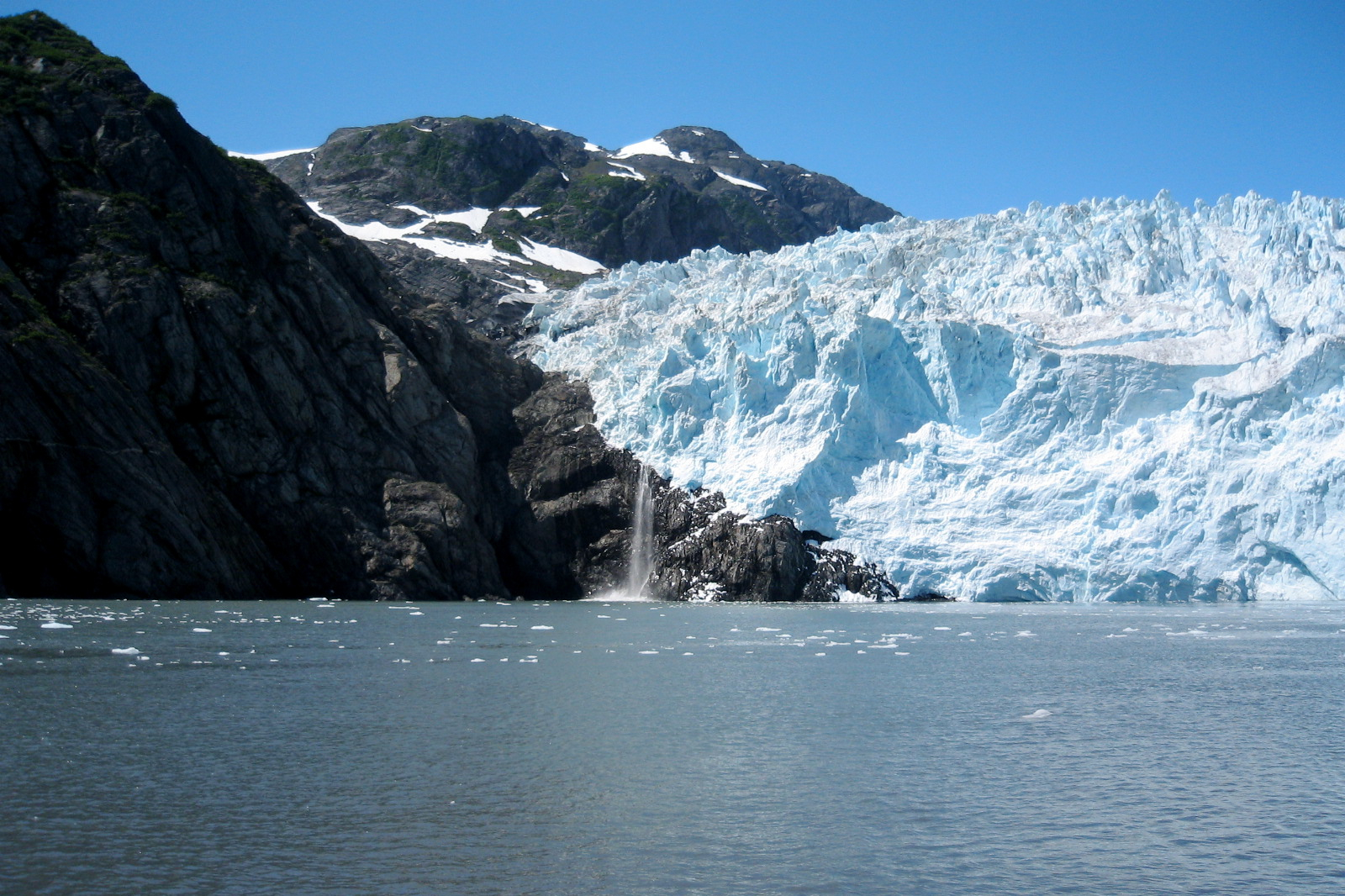
Aialik Glacier
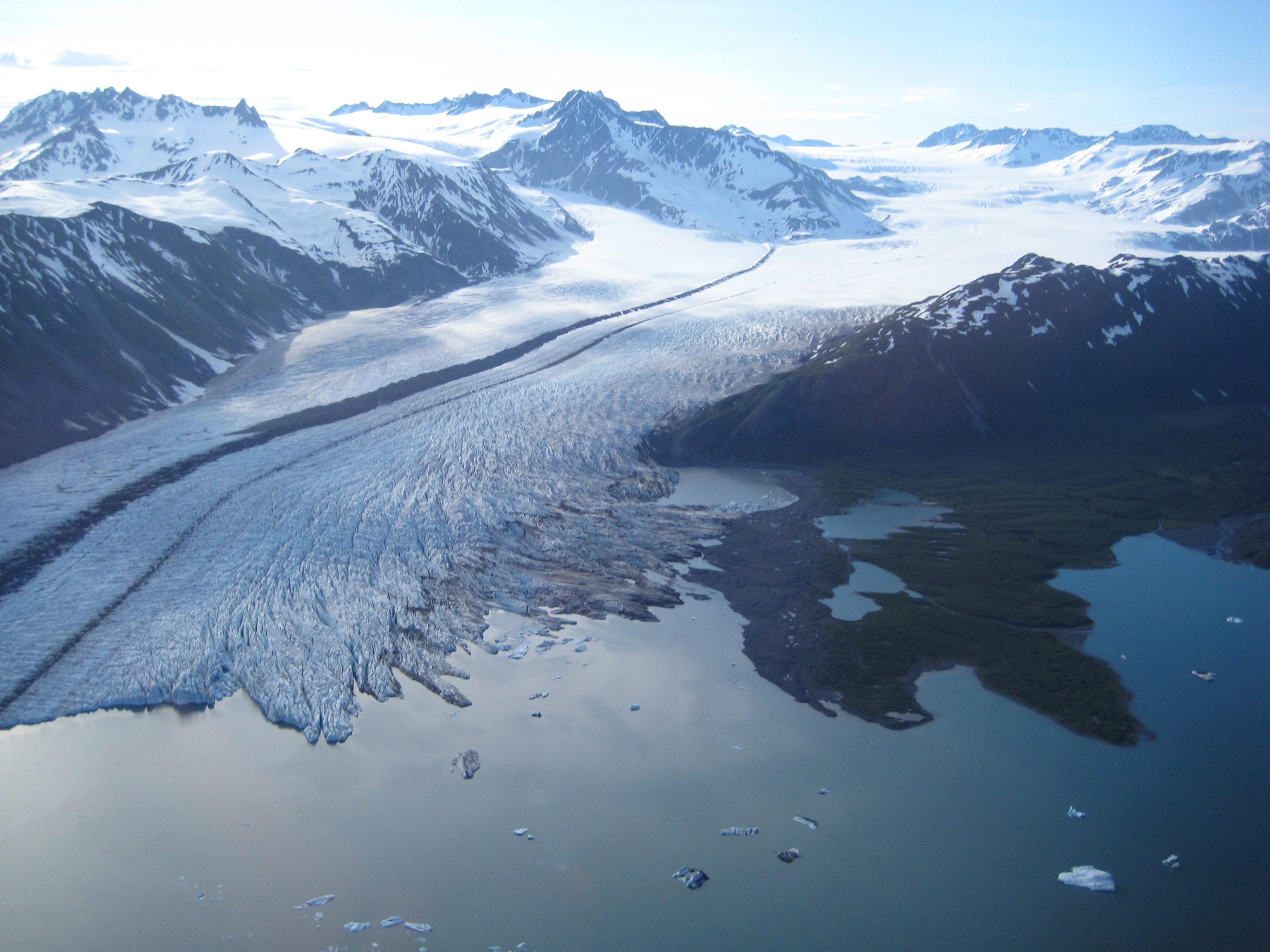
Bear Glacier
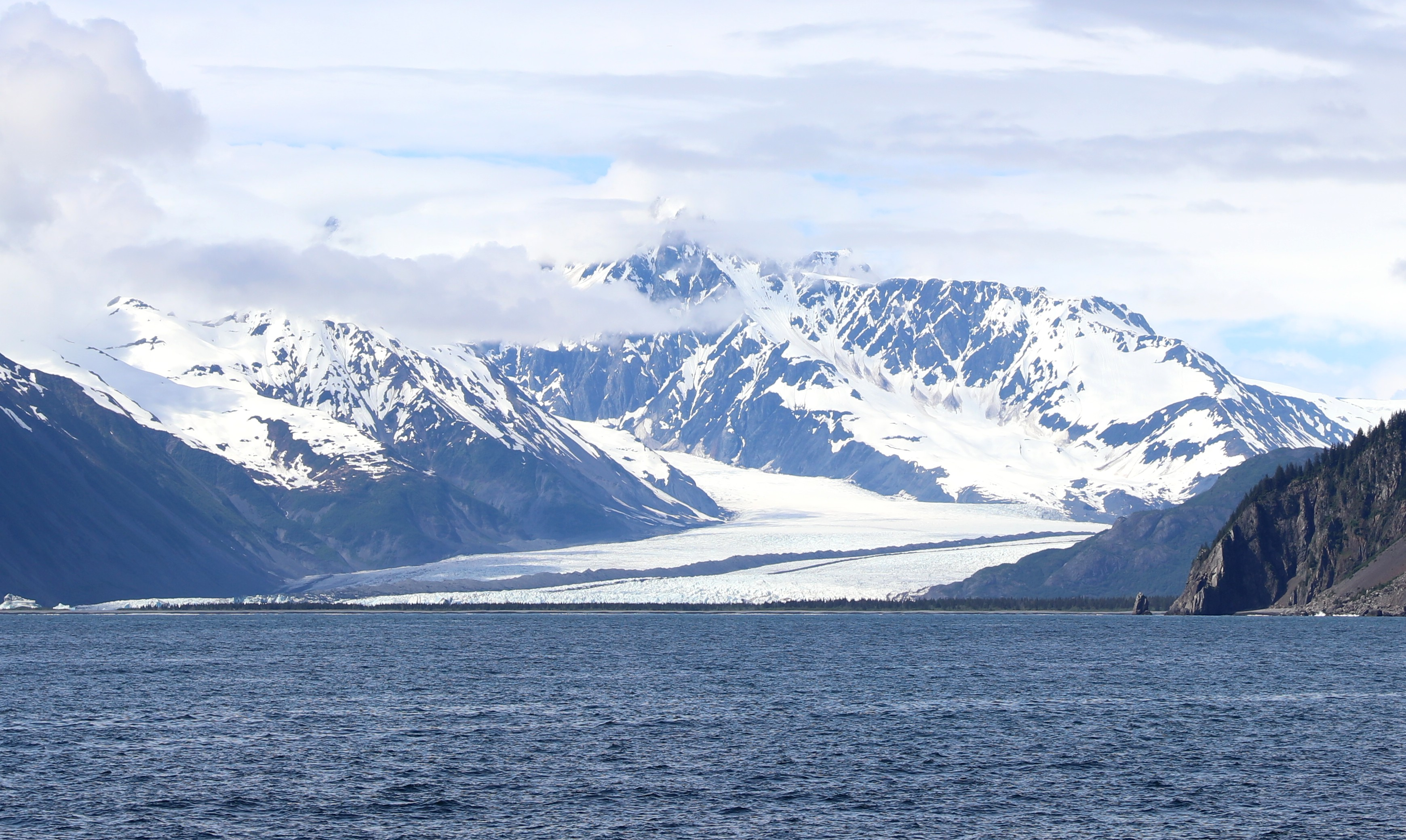
Bear Glacier
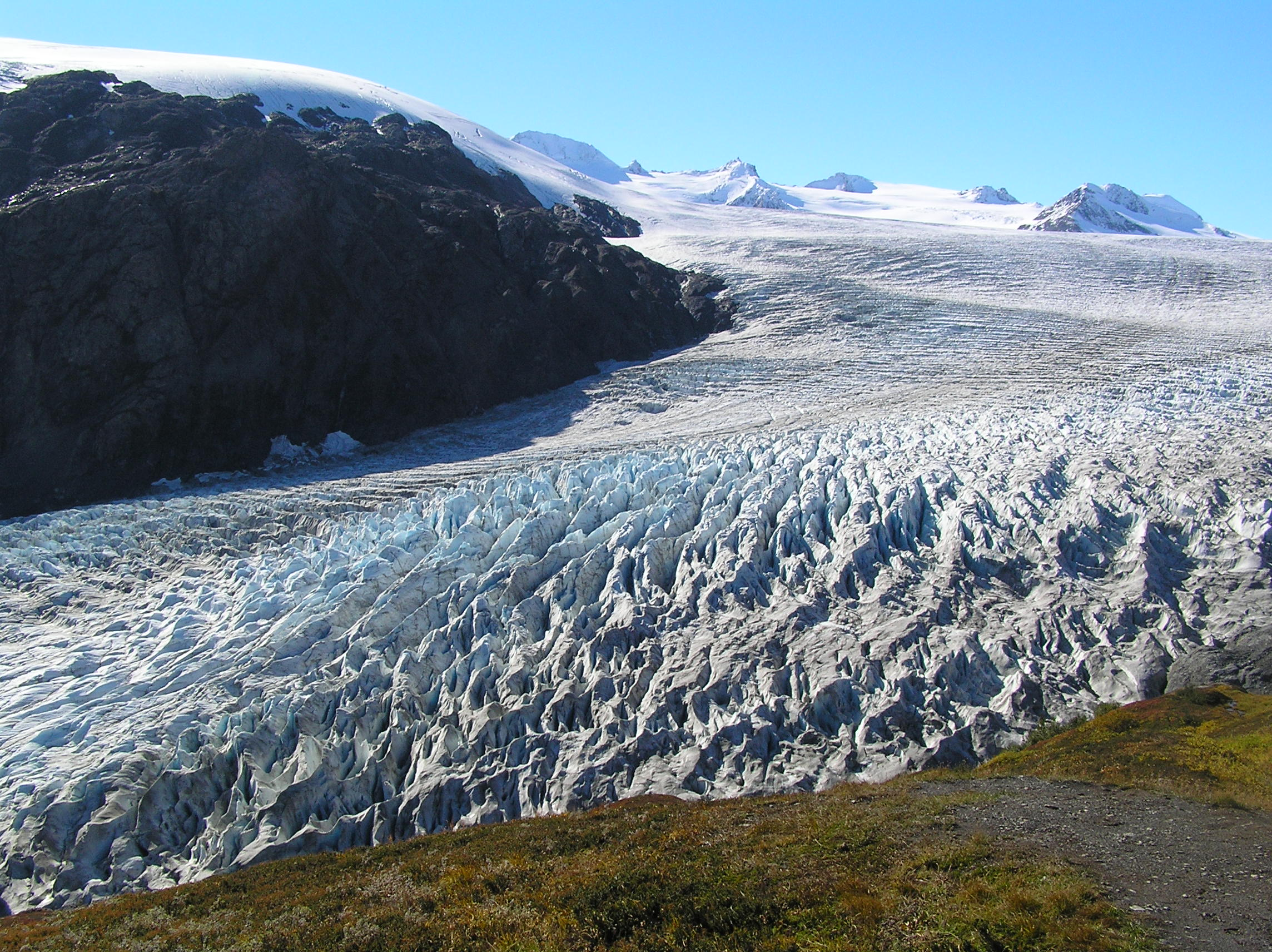
Exit Glacier
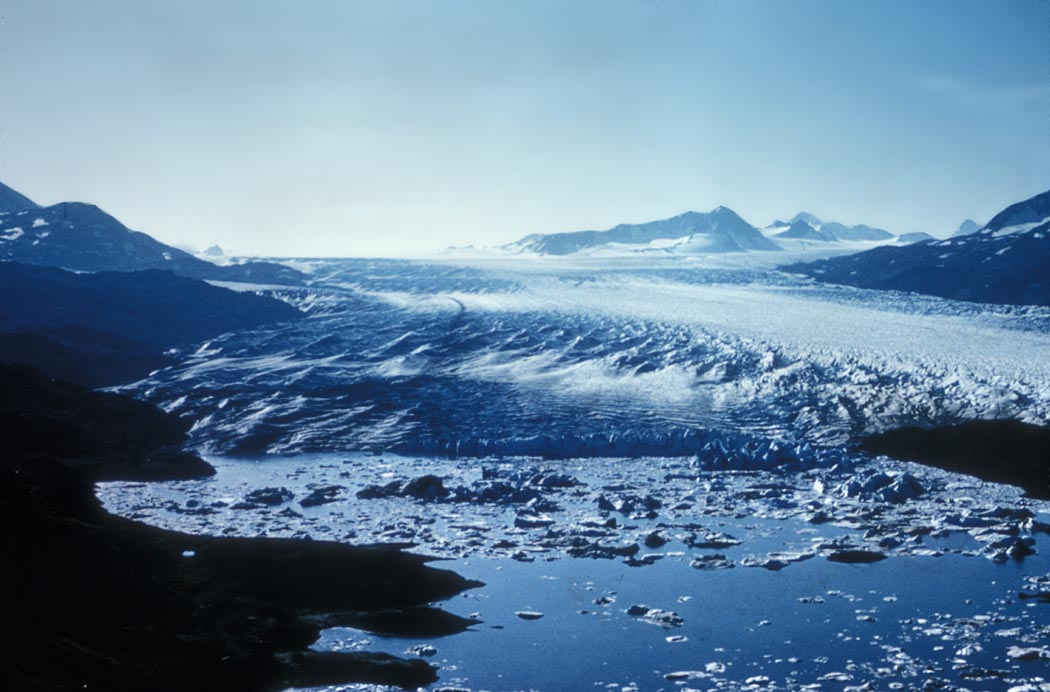
Tustumena Glacier